# Conopsis biserialis
Conopsis biserialis là một loài rắn trong họ Rắn nước. Loài này được Taylor & Smith mô tả khoa học đầu tiên năm 1942.